# ウルバーノ・カイロ
ウルバーノ・カイロ（Urbano Roberto Cairo、1957年5月21日 - ）はイタリアの実業家。サッカー・トリノFCの会長(2005年- )。クラブへの積極的な投資と介入が目立つ。

## 経歴
ピエモンテ州アレッサンドリア県マージオで産まれる。
カイロはミラノで広告代理業、雑誌の編集・出版などのメディア関連ビジネスを営み、ACミランのオーナー・シルヴィオ・ベルルスコーニの戦略コンサルタントも務める敏腕の実業家として蓄財した。

## トリノ会長
イタリアの名門トリノ・カルチョが2005年に破産し、トリノFCが設立されるとユヴェントスのルチアーノ・モッジGM、SSラツィオのクラウディオ・ロティート会長らの妨害をしのいでクラブを買収し、再建に乗り出した。
2005-2006シーズンにはジャンニ・デ・ビアージ監督の下で、不十分な戦力ながらセリエA昇格を決めた。ところがカイロはチーム方針をめぐりデ・ビアージと対立、解任する。代わりに2006-07シーズンにはアルベルト・ザッケローニを招聘して躍進するかに思われたが、クラブは低迷してザッケローニ解任とデ・ビアージ再任にいたった。翌シーズンにはワルテル・ノヴェッリーノを招聘し、アルバロ・レコバらを補強したものの再び低迷、デ・ビアージを復帰させている。2008-09シーズンはデ・ビアージを解任、ノヴェッリーノが復任するなど低迷が続き、シーズン3人目のジャンカルロ・カモレーゼ監督の下で降格が決定した。
2009-10シーズンはセリエA復帰を目指し、ステファノ・コラントゥオーノ、マリオ・ベレッタを相次いで招聘するも低迷が続く。
2011-12シーズンに就任したジャンピエロ・ヴェントゥーラ監督のもと、セリエB2位の好成績を収めてセリエAに3年ぶりの復帰を果たした。